# Harald Wust
Harald Wust (* 14. Januar 1921 in Kiel; † 2. Oktober 2010 in Bonn) war ein deutscher Offizier, zuletzt im Dienstgrad eines Generals. 1975/76 war er Stellvertreter des Generalinspekteurs der Bundeswehr und von 1976 bis 1978, als erster Offizier der Luftwaffe, der 6. Generalinspekteur der Bundeswehr.

## Leben
Im Zweiten Weltkrieg war Wust Soldat bei der Nachrichtentruppe der Luftwaffe. Er wurde 1941 Leutnant und kämpfte später als Oberleutnant und Kompaniechef an der Ostfront. 1945 geriet er in sowjetische Kriegsgefangenschaft.
Nach seiner Heimkehr aus der Kriegsgefangenschaft studierte Wust Sozialpädagogik, arbeitete bei einer Behörde in Eutin und wurde Kinderbuchautor.
1956 trat er als Hauptmann in die neu geschaffene Luftwaffe der Bundeswehr ein und besuchte von 1958 bis 1959 den ersten Generalstabslehrgang der Luftwaffe, wo er zum Offizier im Generalstabsdienst ausgebildet wurde. Nach dem Abschluss dieses Lehrgangs, den er als Lehrgangsbester absolvierte, durchlief er verschiedene Verwendungen in Stäben und an Schulen. Von 1975 bis 1976 war er Stellvertreter des Generalinspekteurs der Bundeswehr.
Aufgrund einer schweren Verletzung des Generalinspekteurs, Admiral Armin Zimmermann, führte Wust die Geschäfte des Generalinspekteurs ab Sommer 1976 vertretungsweise bis zum Tod Zimmermanns am 30. November 1976 und übernahm an diesem Tag im Dienstgrad eines Generals als erster Luftwaffenoffizier das Amt des Generalinspekteurs der Bundeswehr. Nach verschiedenen internen Querelen mit Beamten und Offizieren des Bundesministeriums der Verteidigung und öffentlichen Angriffen im Zusammenhang mit dem Spionagefall von Lothar-Erwin Lutze, Renate Lutze und Jürgen Wiegel trat er 1978 vorzeitig von seinem Amt zurück und ließ sich in den Ruhestand versetzen. Sein Nachfolger wurde Jürgen Brandt.